# Pupy y Los que Son, Son
Pupy y Los Que Son Son ist die im Jahr 2001 gegründete Band des Musikers César „Pupy“ Pedroso aus Havanna, der 2022 verstarb. 
Sie ist heute eine der populärsten Gruppen für moderne kubanische Tanzmusik (v. a. Timba und Salsa). Von ihr interpretierte Songs wie Que Cosas Tiene La Vida oder De la Timba a Pogolotti sind quasi moderne kubanische Volkslieder. Bereits 1999 veröffentlichte Pedroso eine CD unter dem Namen Pupy y Los Que Son Son. Unter gleichem Namen gründete er nach seinem Ausstieg bei Los Van Van eine feste Band, die seit 2001 mehrere CD-Veröffentlichungen vorgelegt hat. Der Stil mischt Elemente von Charanga, Songo und Timba. 

## Derzeitige Besetzung
- Rusdell Pavel Núñez – Sänger
- Michel Pérez – Sänger
- Norberto Gómez Guilbeaux – Sänger
- César "Pupy" Pedroso – Piano und Bandleader
- Daymar Daniel Calvario Guerra – Baby Bass
- Julito Noroña Jr. – Güiro
- Osiris Martínez – Keyboards
- Duñesky „El Cuba“ Barreto Pozo – Congas
- Roelvis „Bombón“ Reyes – Schlagzeug
- Miguel „Miguelito“ Escurriola – Timbales, Bongos
- Uyuni Martínez Romero – Trompete
- Isidro Durand Pérez – Trompete
- Sergio R. Luna – Posaune
- Ariel Guillot – Posaune

## Diskografie
- De la Timba a Pogolotti TERMIDOR MUSIKVERLAG (Deutschland), 1999

Songs: 1. Ya tu campana no suena 2. Habla claro camará 3. Discúlpeme señora 4. Ese huevo quiere sal 5. Parece mentira 6. Me falta un año 7. Rico timbalero 8. El bate de aluminio 9. Tú quisieras ser la fiera 10. Homenaje a ma'y pá
- Pupy y Los Que Son Son: Timba – The New Generation Of Latin Music TERMIDOR MUSIKVERLAG (Deutschland), 2001

Songs: 1. La voluminosa 2. El vecino se mudó 3. Qué cosa tiene la vida 4. El gato no araña 5. Juégala 6. Te molesta que sea feliz 7. Las mujeres son 8. Mamita pórtate bien 9. Vamos a gozar hasta fuera
- Que Cosas Tiene La Vida EGREM (Cuba), 2002

Songs: 1. Que cosas tiene la vida, 2. El Vecino se mudó, 3. El Gato amaga, 4. Mamita pórtate bien, 5. La bomba soy yo, 6. Ay Papá, 7. El Pregonero, 8. Juégala, 9. Te molesta que sea feliz, 10. Seis Semanas
- Pupy El Buenagente TERMIDOR MUSIKVERLAG (Deutschland), 2004

Songs: 1. Buenagente, 2. Disco Azúcar, 3. Dicen Que Dicen, 4. Tres Gordos, 5. Gato Por Liebre, 6. Figura Soy Yo, 7. Ay Lola, 8. Cuenta Decisiva, 9. Ven Pa' Que No Me Llores
- Mi Timba Cerrá EGREM (Cuba), 2005

Songs: 1. De la Timba a Pogolotti, 2. La borrachera, 3. El puro, 4. La bala de Billy, 5. Si la ves, 6. La fiera, 7. Cuéntamelo todo, 8. 	Al final, 9. Del trabajo a la casa, 10. La vida es un carnaval, 11. Mi popurrit, 12. De la Timba a Pogolotti (Video track)
- Tranquilo Que Yo Controlo EGREM (Cuba), 2008

Songs: 1. Si Me Quieres Conocer, 2. Se Parece A Aquel, 3. A La Italiana, 4. Un Poquito Al Revés, 5. Báilalo Hasta Fuerza (La Machucadera), 6. Vecina Présteme El Cubo, 7. Olvídala, 8. El Barniz, 9. Cuando Los Años Pasan (Casablanca), 10. Desde Cero, 11. Ve Bejando, 12. Calla, Calla, 13. Nadie Puede Contra Esto, 14. Si Me Quieres Conocer (reprise)